# Walter Burley Griffin

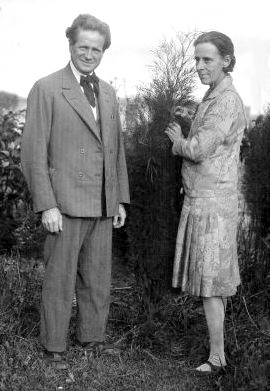
Walter Burley Griffin und seine Ehefrau Marion Mahony Griffin (Sydney 1930)

Walter Burley Griffin (* 24. November 1876 in Maywood, Illinois; † 11. Februar 1937 in Lucknow, Indien) war ein US-amerikanischer Architekt und Landschaftsgestalter. Sein weitaus bekanntestes Werk ist der Bebauungsplan für die australische Hauptstadt Canberra. Bekanntheit erlangte er aber auch für die Entwicklung des L-förmigen Grundrisses und des Carports sowie für die erstmalige Verwendung von Stahlbeton. Er war durch die sogenannte Prairie School (Prairie Houses) beeinflusst und entwickelte daraus einen eigenen modernen Stil. Während fast seiner gesamten beruflichen Laufbahn arbeitete er eng mit seiner Ehefrau Marion Mahony Griffin zusammen. Im Laufe von 28 Jahren entwarfen die Griffins zusammen über 350 Gebäude und Landschafts- und Stadtgestaltungsprojekte, auch gestalteten sie neue Baumaterialien, Inneneinrichtungen, Möbel und andere Haushaltsgegenstände.

## Kindheit und Studium
Griffin wurde in Maywood, einem Vorort von Chicago geboren. Er war das älteste der vier Kinder des Versicherungsvertreters George Walter Griffin und von Estelle Griffin. Zweimal zog die Familie um, zuerst nach Oak Park, dann nach Elmhurst. Der junge Griffin zeigte Interesse an Landschaftsgestaltung und Gartenarbeit; seine Eltern erlaubten ihm, den Garten ihres neuen Hauses in Elmhurst zu gestalten. Nach Abschluss der High School in Oak Park hatte er vor, Landschaftsarchitektur zu studieren. Doch der Landschaftsgärtner Ossian Cole Simonds riet ihm, einen lukrativeren Beruf anzustreben. Griffin studierte deshalb Architektur an der University of Illinois. Das Studienprogramm wurde von Nathan Clifford Ricker geleitet, einem in Deutschland ausgebildeten Architekten, der vor allem auf die technischen Aspekte der Architektur Wert legte. Während seines Architekturstudiums belegte Griffin auch Kurse in Gartenbau und Forstwirtschaft.

## Karriere in Chicago
Nach Abschluss seines Studiums zog Griffin nach Chicago und war während zwei Jahren bei den progressiven Architekten Dwight H. Perkins, Robert C. Spencer Jr. und H. Webster Tomlinson als Zeichner angestellt. Griffins Arbeitgeber folgten der Prairie School, die geprägt ist von horizontalen Linien, Flachdächern mit breiten überhängenden Dachtraufen, soliden Konstruktionen und spärlichem Gebrauch von Verzierungen. Louis Sullivan hatte einen großen Einfluss auf die Prairie School und Griffin war ein Bewunderer seiner Arbeit, wie auch seiner Architekturphilosophie, wonach Gebäude frei von historischen Vorbildern sein sollten.
Im Juli 1901 bestand Griffin die Architektenlizenzprüfung des Staates Illinois, die ihm die Aufnahme der Tätigkeit als Architekt erlaubte. Er begann in Oak Park beim berühmten Frank Lloyd Wright zu arbeiten. Obwohl er es nie zum Partner brachte, hatte Griffin bei zahlreichen von Wrights Projekten die Bauaufsicht inne. Ab 1905 steuerte er zu Wrights Gebäuden auch die Gestaltung der Umgebung bei. Wright erlaubte seinen Angestellten, selbst kleinere Aufträge anzunehmen. Griffins Liebe zu Wrights Schwester Maginel blieb trotz Heiratsantrag unerwidert.
Zu Beginn des Jahres 1906 eröffnete Griffin sein eigenes Architekturbüro, nachdem es mit seinem Arbeitgeber zu Auseinandersetzungen gekommen war. 1905 war Wright während fünf Monaten in Japan unterwegs gewesen und Griffin hatte während dieser Zeit die Leitung übernommen. Als Wright zurückkehrte, warf er Griffin vor, seine Kompetenzen überschritten zu haben, da er zahlreiche Aufträge abgeschlossen und bei mehreren anderen seine eigenen Pläne eingebracht hatte. Zur Finanzierung der Reise hatte Wright bei Griffin Geld geliehen und er versuchte, seine Schulden mit japanischen Kunstwerken zu begleichen. Griffin ahnte, dass Wright ihn nicht zu seinem Partner machen würde und kündigte.
Griffins erster unabhängiger Auftrag war die Landschaftsgestaltung für die State Normal School in Charleston (Illinois), die heutige Eastern Illinois University. Im Herbst 1906 entwarf er das erste Wohnhaus mit einem sehr günstig und einfach zu bauenden L-förmigen Grundriss. Ab 1907 folgten weitere 13 dieser Häuser im Chicagoer Stadtviertel Beverly. Sieben davon entstanden an einer Straße, die heute den Namen Walter Burley Griffin Place trägt. Es ist die größte Häufung von Griffins kleineren Gebäuden, die heute noch existieren (mittlerweile unter Denkmalschutz).
Am 29. Juni 1911 heiratete er Marion Lucy Mahony. Sie war von 1895 bis 1909 Angestellte in Wrights Architekturbüro gewesen und arbeitete mittlerweile mit Hermann Von Holst zusammen, der zahlreiche Projekte Wrights übernommen hatte, nachdem dieser 1909 unerwartet nach Europa gereist war. Mahony überzeugte Von Holst, Griffin mit der Landschaftsgestaltung einiger dieser Projekte in Decatur zu beauftragen. Nach der Heirat trat Mahony in Griffins Firma ein.
Zwischen 1899 und 1914 entwarf Griffin in Chicago über 130 Pläne für Gebäude, Bauzonenordnungen und Landschaften in den Staaten Illinois, Iowa, Michigan und Wisconsin. Nachdem er 1906 das Architekturbüro von Frank Lloyd Wright verlassen hatte, kühlte sich das Verhältnis in der Folge merklich ab. Nach dem Gewinn des Wettbewerbs für die Gestaltung von Canberra und der daraus resultierenden Schlagzeile auf der Frontseite der New York Times, sprachen Griffin und Wright nie mehr miteinander. Wann immer Griffin in späteren Jahren ein Gesprächsthema war, spielte Wright Griffins Verdienste herunter und nannte diesen abschätzig „Zeichner“.

## Canberra

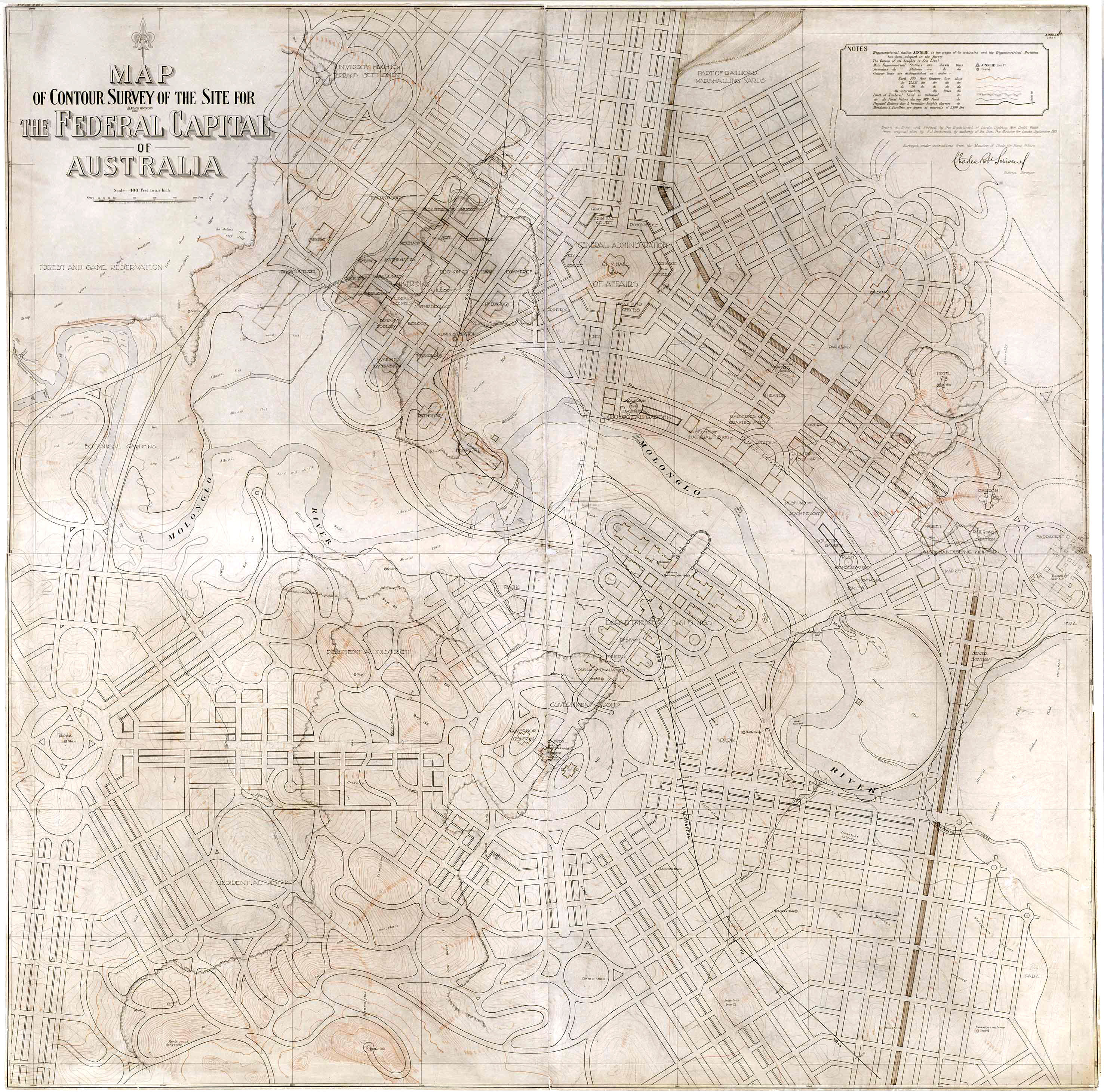
Griffins Plan für Canberra

Im April 1911 schrieb die Regierung Australiens einen internationalen Wettbewerb für die Planung der neuen Hauptstadt Canberra aus. Das Ehepaar Griffin erfuhr erst im Juli 1911 während der Flitterwochen von dem Wettbewerb. Griffin erarbeitete den Bebauungsplan, während seine Ehefrau beeindruckende künstlerische Interpretationen beisteuerte. Am 23. Mai 1912 wurde Griffins Plan aus 137 eingegangenen Arbeiten als Sieger ausgewählt. Dieser Erfolg hatte eine erhöhte Aufmerksamkeit der Presse zur Folge und brachte Griffin berufliche und öffentliche Anerkennung. Später schrieb er dazu:
 I have planned a city that is not like any other in the world. I have planned it not in a way that I expected any government authorities in the world would accept. I have planned an ideal city - a city that meets my ideal of the city of the future.
(Ich habe eine Stadt geplant, die keiner anderen auf der Welt gleicht. Ich habe sie nicht so geplant, wie ich erwartete, dass irgendeine Regierung der Welt sie akzeptieren würde. Ich habe eine ideale Stadt geplant – eine Stadt, die meinem Ideal der Stadt der Zukunft entspricht.)
1913 wurde Griffin eingeladen, das Gelände zu inspizieren. Während seine Ehefrau die Leitung des Architekturbüros übernahm, reiste er im Juli nach Australien. Während er dort war, erhielt Griffin von der University of Illinois das Angebot, die Architekturabteilung zu leiten. Doch gleichzeitig handelte er mit der Regierung einen Dreijahresvertrag aus, um in Australien bleiben zu können und die Umsetzung seines Planes zu beaufsichtigen. Griffin wurde zum Federal Capital Director of Design and Construction (Direktor für Design und Bau der Bundeshauptstadt) ernannt. In dieser Position beaufsichtigte er die Detailplanung der Stadtbezirke North Canberra und South Canberra. 1914 zog seine Ehefrau ebenfalls nach Australien. Griffin hatte mit etlichen politischen und bürokratischen Hindernissen zu kämpfen. Nach dem Ausbruch des Ersten Weltkriegs geriet er unter Druck, den Umfang und die Größe des Projekts zu reduzieren, da die Regierung Geldmittel in die Kriegsanstrengungen fließen ließ. Verschiedene Teile seines Grundentwurfs wurden weggelassen (drei Straßenachsen und eine Eisenbahnlinie) oder geändert (Verschiebung eines Marktgeländes von North Canberra nach South Canberra).
Das Bautempo war langsamer als erwartet, teils wegen der mangelnden Geldmittel und teils wegen einer Auseinandersetzung zwischen Griffin und hochrangigen Bürokraten der Bundesregierung. Während seines Aufenthaltes in Australien wurden zahlreiche von Griffins Designideen von der Presse kritisiert. Auch die Tatsache, dass ausgerechnet ein US-Amerikaner die neue Hauptstadt entworfen hatte, sorgte bei australischen Architekten und in der Presse für Missfallen. 1917 kam eine Untersuchungskommission zum Schluss, dass Burleys Autorität unterminiert worden war; die gelieferten Daten, auf die sich seine Arbeit stützte, waren ungenau und teilweise falsch gewesen. Im Dezember 1920 schließlich legte er seine Arbeit am Canberra-Projekt nieder, nachdem er erfahren hatte, dass einige dieser Bürokraten, die ihn behindert hatten, in das Federal Capital Advisory Committee berufen worden waren, das von Premierminister Billy Hughes eingesetzt wurde, um den weiteren Verlauf der Arbeiten zu überwachen. Man bot Griffin die Mitgliedschaft an, dieser lehnte jedoch ab. Griffin hatte einige Gebäude für Canberra selbst entworfen, doch keines wurde je verwirklicht. Das Grabmal von General William Throsby Bridges am Mount Pleasant ist das einzige dauerhafte Bauwerk Griffins, das in Canberra verwirklicht wurde.

## Spätere Karriere
Das Büro der Griffins in Chicago war 1917 geschlossen worden. Allerdings waren sie in Melbourne und Sydney sehr erfolgreich, was die Eheleute dazu bewog, weiterhin in Australien zu leben. Ab 1913 hatten sie parallel zur Arbeit an der Hauptstadt Canberra zahlreiche Stadtentwicklungspläne und Gebäude in Australien entworfen, darunter das Newman College der University of Melbourne. Das erste bedeutende Gebäude nach Beendigung des Canberra-Engagements war das im Dezember 1924 eröffnete Capitol Theatre in Melbourne. Architekturkritiker Robin Boyd beschrieb 1964 das Capitol als „das beste Kino, das jemals gebaut wurde und jemals gebaut werden wird.“

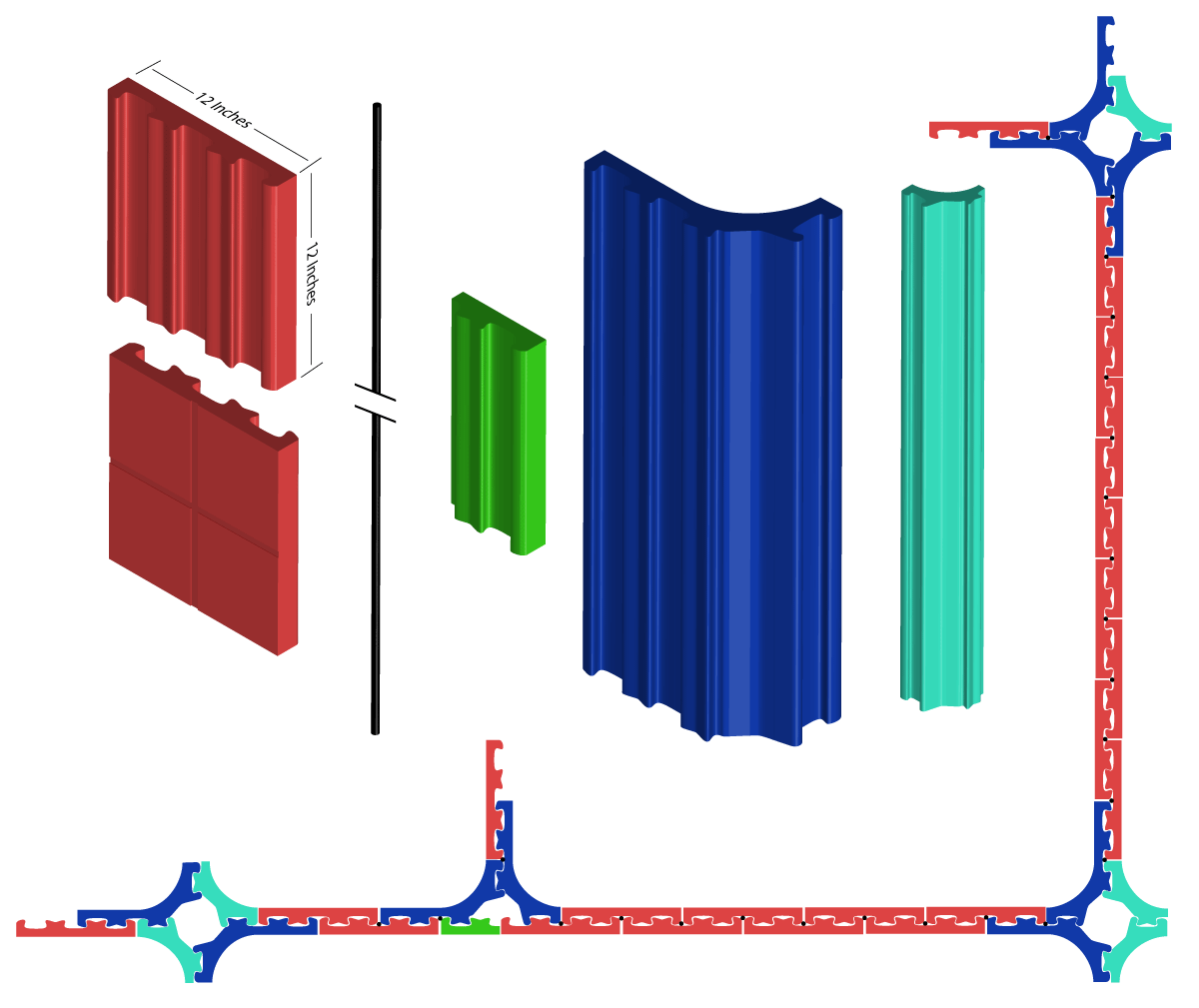
Das von Griffin entworfene Knitlock-Elementbausystem

1916/17 entwickelte und patentierte Griffin ein Element-Bausystem namens „Knitlock“. Obwohl ursprünglich dafür vorgesehen, wurde in Canberra kein einziges Knitlock-Gebäude errichtet. Die ersten Gebäude dieser Art entstanden stattdessen auf dem Grundstück der Griffins in Frankston. Frank Lloyd Wright entwickelte ein ähnliches System und stützte sich dabei auf Griffins Design.
1919 hatte das Ehepaar Griffin die Greater Sydney Development Association (GSDA, Entwicklungsgesellschaft Groß-Sydney) gegründet und zwei Jahre später in North Sydney ein 259 Hektar großes Grundstück erworben. Ziel der GSDA war die Entwicklung einer idyllischen Gemeinde in einem Architekturstil, der sich im Einklang mit der natürlichen Umgebung befindet. Als Geschäftsführer der GSDA entwarf Walter Burley Griffin bis 1935 sämtliche Gebäude in der Gegend und verwendete dabei sein Knitlock-System. Das Miteinbeziehen des ursprünglichen Buschlandes in die Planungen war damals ein neuartiges Konzept. Andere Projekte Griffins während dieser Zeit waren der Melbourner Vorort Eaglemont sowie die Städte Leeton, Griffith und Culburra Beach in New South Wales. Während der Weltwirtschaftskrise der 1930er Jahre entwarf Griffin im Großraum Sydney mehrere Müllverbrennungsanlagen.
Während der GSDA-Tätigkeit waren die Griffins 1926 in Sydney mit der Theosophie der Theosophischen Gesellschaft Adyar in Berührung gekommen. Sie knüpften Kontakte zu einer Reihe führender Theosophen, Walter veröffentlichte in der theosophischen Zeitschrift The Theosophist mehrere Artikel, doch traten sie der Gesellschaft nicht bei. Die Auflösung des Order of the Star und die damit einhergehenden Unstimmigkeiten führten zu einer zunehmenden Entfremdung der Griffins von der Theosophie und der Annäherung an die Anthroposophie. 1930 trat seine Ehefrau Marion der Anthroposophischen Gesellschaft bei, 1931 folgte Walter ihrem Beispiel. Über Kontakte zur Anthroposophie sicherten sie sich 1935 den Auftrag für den Bau der Universitätsbibliothek in der indischen Stadt Lucknow. Walter Burley Griffin zog nach Indien, seine Frau folgte im darauf folgenden Jahr. Griffins Pläne dieser Zeitperiode gelten als höchst originell und umfassten zusätzliche Universitätsgebäude, ein Denkmal für König Georg V., Wohnhäuser, Paläste sowie ein Verwaltungs- und Druckzentrum für die Zeitung Pioneer. Er entwarf auch Pavillons für die United Province Exhibition des Jahres 1937. Während seines Aufenthaltes in Indien schrieb Griffin zahlreiche Zeitungsartikel über Architektur, besonders über Verbesserungen bei der Belüftung.
Im Februar 1937 fiel Griffin von einem Baugerüst und zog sich einen Riss der Gallenblase zu. Einige Tage später starb er nach einer erfolglosen Operation an Peritonitis. Zu Griffins Lebzeiten war noch kein von ihm geplantes Gebäude in Indien verwirklicht worden. Seine Ehefrau beaufsichtigte die Vollendung des Pioneer-Zentrums, schloss das Büro in Indien und übergab die australische Niederlassung an Griffins Partner Eric Nicholls. Sie kehrte nach Chicago zurück, um ihre Memoiren zu schreiben.

## Nachwirkung
Während seiner Zeit in Australien war Griffin meist geringgeschätzt worden, doch nach seinem Tod wurde seine Arbeit in zunehmendem Maße anerkannt. Als Canberra im Jahr 1964 endlich den von Griffin vorgeschlagenen See im Stadtzentrum erhielt, lehnte es Premierminister Robert Menzies ab, den See nach ihm selbst benennen zu lassen; stattdessen erhielt er den Namen Lake Burley Griffin.